# Evropsko prvenstvo v hokeju na ledu 1924
Evropsko prvenstvo v hokeju na ledu 1924 je bilo osmo Evropsko prvenstvo v hokeju na ledu, ki se je odvijalo med 14. in 17. marcem 1924 v Milanu, Italija. V konkurenci šestih reprezentanc je zlato medaljo osvojila francoska reprezentanca, srebrno švedska, bronasto pa švicarska.

## Dobitniki medalj
| Zlato | Srebro | Bron |
| FrancijaRobert George Albert De Rauch Pierre Charpentier André Charlet Hubert Grunwald Joseph Monnard Raoul Couvert Albert Hassler Leon Quaglia | ŠvedskaEinar Olsson Georg Brandius Einar Lundell Gustaf Johansson Birger Holmqvist Gunnar Galin Ragnar Tidqvist Torsten Lundborg | ŠvicaCharles Fasel Albert Geromini Murezzan Andreossi Walter von Siebenthal Zacharias Andreossi Louis Dufour Arnold Gartmann Heinrich Meng Putzi Müller Giuseppe Penchi |

## Tekme

### Redni del
Prvouvrščeni reprezentanci iz obeh skupin sta napredovali v finale.

#### Skupina A
| 14. marec 1924 | Švica | 12:0 | Španija | Milano, Italija |

| Poročilo tekme      | Poročilo tekme | Poročilo tekme | Poročilo tekme | Poročilo tekme |
| ------------------- | -------------- | -------------- | -------------- | -------------- |
| Začetek: ni podatka |                |                |                |                |

| 15. marec 1924 | Švedska | 6:2 | Švica | Milano, Italija |

| Poročilo tekme      | Poročilo tekme | Poročilo tekme | Poročilo tekme | Poročilo tekme |
| ------------------- | -------------- | -------------- | -------------- | -------------- |
| Začetek: ni podatka |                |                |                |                |

| 16. marec 1924 | Švedska | b.b. | Španija | Milano, Italija |

| Poročilo tekme      | Poročilo tekme | Poročilo tekme | Poročilo tekme | Poročilo tekme |
| ------------------- | -------------- | -------------- | -------------- | -------------- |
| Začetek: ni podatka |                |                |                |                |

##### Lestvica
OT-odigrane tekme, z-zmage, n-neodločeni izidi, P-porazi, DG-doseženo goli, PG-prejeti goli, GR-gol razlika, T-točke.
| Reprezentanca | OT | Z | N | P | DG | PG | GR  | T |
| ------------- | -- | - | - | - | -- | -- | --- | - |
| Švedska       | 2  | 2 | 0 | 0 | 6  | 2  | +4  | 4 |
| Švica         | 2  | 1 | 0 | 1 | 14 | 6  | +8  | 2 |
| Španija       | 2  | 0 | 0 | 2 | 0  | 12 | -12 | 0 |

#### Skupina B
| 14. marec 1924 | Italija | 0:12 | Francija | Milano, Italija |

| Poročilo tekme      | Poročilo tekme | Poročilo tekme | Poročilo tekme | Poročilo tekme |
| ------------------- | -------------- | -------------- | -------------- | -------------- |
| Začetek: ni podatka |                |                |                |                |

| 15. marec 1924 | Italija | 0:4 | Belgija | Milano, Italija |

| Poročilo tekme      | Poročilo tekme | Poročilo tekme | Poročilo tekme | Poročilo tekme |
| ------------------- | -------------- | -------------- | -------------- | -------------- |
| Začetek: ni podatka |                |                |                |                |

| 16. marec 1924 | Francija | 3:0 | Belgija | Milano, Italija |

| Poročilo tekme      | Poročilo tekme | Poročilo tekme | Poročilo tekme | Poročilo tekme |
| ------------------- | -------------- | -------------- | -------------- | -------------- |
| Začetek: ni podatka |                |                |                |                |

##### Lestvica
OT-odigrane tekme, z-zmage, n-neodločeni izidi, P-porazi, DG-doseženo goli, PG-prejeti goli, GR-gol razlika, T-točke.
| Reprezentanca | OT | Z | N | P | DG | PG | GR  | T |
| ------------- | -- | - | - | - | -- | -- | --- | - |
| Francija      | 2  | 2 | 0 | 0 | 15 | 0  | +15 | 4 |
| Belgija       | 2  | 1 | 0 | 1 | 4  | 3  | +1  | 2 |
| Italija       | 2  | 0 | 0 | 2 | 0  | 16 | -16 | 0 |

### Finale
| 17. marec 1924 | Francija | 2:1 | Švedska | Milano, Italija |

| Poročilo tekme      | Poročilo tekme | Poročilo tekme | Poročilo tekme | Poročilo tekme |
| ------------------- | -------------- | -------------- | -------------- | -------------- |
| Začetek: ni podatka |                |                |                |                |

### Končni vrstni red
- Francija
- Švedska
- Švica
- Belgija
- Španija
- Italija

Najboljši strelec
- Albert De Rauch, 7 golov